# Westhalten
Westhalten is een gemeente in de Elzas in de Franse regio Grand Est. De gemeente telde 1.010 inwoners op 1 januari 2022.

## Geschiedenis
De gemeente maakte tot 2015 deel uit van het arrondissement Thann en kanton Rouffach. Op 1 januari van dat jaar fuseerde het arrondissement met het arrondissement Guebwiller tot het arrondissement Thann-Guebwiller.
Toen het kanton op 22 maart 2015 werd opgeheven werd Westhalten opgenomen in het kanton Wintzenheim. Hoewel de overige gemeenten in het kanton onder het arrondissement Colmar-Ribeauvillé vallen bleven de 8 gemeenten van het voormalige kanton Rouffach deel uitmaken van het arrondissement Thann-Guebwiller.
Op 1 januari 2021 werden de departmenten Bas-Rhin en Haut-Rhin bestuurlijk samengevoegd tot de Collectivité européenne d'Alsace. Het departement Haut-Rhin, waartoe Westhalten behoort, behield alleen de electorale functie.

## Geografie
De oppervlakte van Westhalten bedraagt 10,98 vierkante kilometer; Op 1 januari 2022 was de bevolkingsdichtheid 92 inwoners per km².
De onderstaande kaart toont de ligging van Westhalten met de belangrijkste infrastructuur en aangrenzende gemeenten.

## Demografie
Onderstaande figuur toont het verloop van het inwonertal.
Breitenbach-Haut-Rhin · Eguisheim · Eschbach-au-Val · Griesbach-au-Val · Gueberschwihr · Gundolsheim · Gunsbach · Hattstatt · Herrlisheim-près-Colmar · Hohrod · Husseren-les-Châteaux · Luttenbach-près-Munster · Metzeral · Mittlach · Muhlbach-sur-Munster · Munster · Niedermorschwihr · Obermorschwihr · Osenbach · Pfaffenheim · Rouffach · Sondernach · Soultzbach-les-Bains · Soultzeren · Soultzmatt · Stosswihr · Turckheim · Vœgtlinshoffen · Walbach · Wasserbourg · Westhalten · Wettolsheim · Wintzenheim · Wihr-au-Val · Zimmerbach